# Günther Schlesinger
Günther Schlesinger (* 20. Dezember 1886 in Dürnkrut; † 11. April 1945 in Puchberg am Schneeberg) war ein österreichischer Naturwissenschaftler und Museumsbeamter.

## Leben
Schlesinger maturierte 1905 in Wien und absolvierte anschließend ein Studium an der Universität Wien. Diese schloss er im Juni 1909 mit den philosophischen Doktorgrad in den Hauptfächern Zoologie und Paläontologie ab. Im Anschluss war er Volontär in der Abteilung Fischerei und Abwässer der Landwirtschaftlich-chemischen Versuchsanstalt in Wien sowie am Naturhistorischem Hofmuseum. 1910 wurde er Konservator und Leiter der naturwissenschaftlichen Abteilung am Niederösterreichischen Landesmuseum und 1923 Direktor der Niederösterreichischen Landessammlung.
Günther Schlesinger war Mitglied der Wiener Burschenschaft Silesia.

### Nationalsozialismus
Schlesinger war bereits früh dem Nationalsozialismus zugeneigt. 1928 lobte er beispielsweise in einer Rezension in den Blättern für Naturkunde und Naturschutz das Buch „Rassenkunde des deutschen Volkes“ von Hans F. K. Günther, 1932 „Neuadel aus Blut und Boden“ des späteren Reichsbauernführers Walther Darré.
Nach dem Anschluss wurde Schlesinger zum kommissarischen Leiter aller Naturschutzvereine im ehemaligen Österreich ernannt. Schlesinger schrieb unmittelbar nach dem Anschluss in den Blättern:
„Ein Sturm, in letzter Stunde aus den elementaren Kräften deutschen Volkstums in Österreich entstanden und von unserem, seit Jahren so innig geliebten Führer Adolf Hitler mit nie erlebter Meisterschaft zum Gestalten, statt zum Vernichten gelenkt, ist über Österreich hinweggebraust und hat unser altes, deutsches Land heim ins Reich geführt. ... Seit Anbeginn des österreichischen Naturschutzes ist der oberste Grundsatz des Nationalsozialismus ‚Gemeinnutz geht vor Eigennutz‘ tausendfach geübte Richtschnur bei allen Forderungen des amtlichen und vereinsmäßigen Natuschutzes in Österreich gewesen, seit Anbeginn war er uns Mittel zur Erreichung des vordringlichsten Zieles nationalsozialistischer Erziehungsarbeit, ... So wollen wir es auch weiter halten, nunmehr beschirmt und gefördert von der neuen Zeit, frei von den Fesseln des volksfremden materialistischen und intellektualistischen Geistes. ... Heil Hitler!“
Schlesinger ordnete sofort den Ausschluss sämtlicher jüdischer Mitglieder an: „Sollten sich unter den Mitgliedern der ÖGN Personen mit einem oder mehreren jüdischen Großeltern befinden, so haben diese unverzüglich ihren Austritt anzumelden.“ Mitglieder in sämtlichen Naturschutz-, Verschönerungs- und Fremdenverkehrsvereinen können nur Personen sein, „die nach den Nürnberger Rassengesetzen nicht als Juden oder jüdische Mischlinge gelten.“
Schlesinger stellte in den Blättern die Ziele des österreichischen Naturschutzes vor, darunter den „Kampf um den deutschen Menschen ... den volksfremden, jüdischen Geist ... in seine Schranken zu weisen“, denn: „Der Jude hat keine Heimat ... Judentum und deutsche Natur sind unvereinbare Begriffe.“ Im Kriegsjahr 1944 mussten die Blätter für Naturschutz und Naturkunde eingestellt werden.

## Wirken

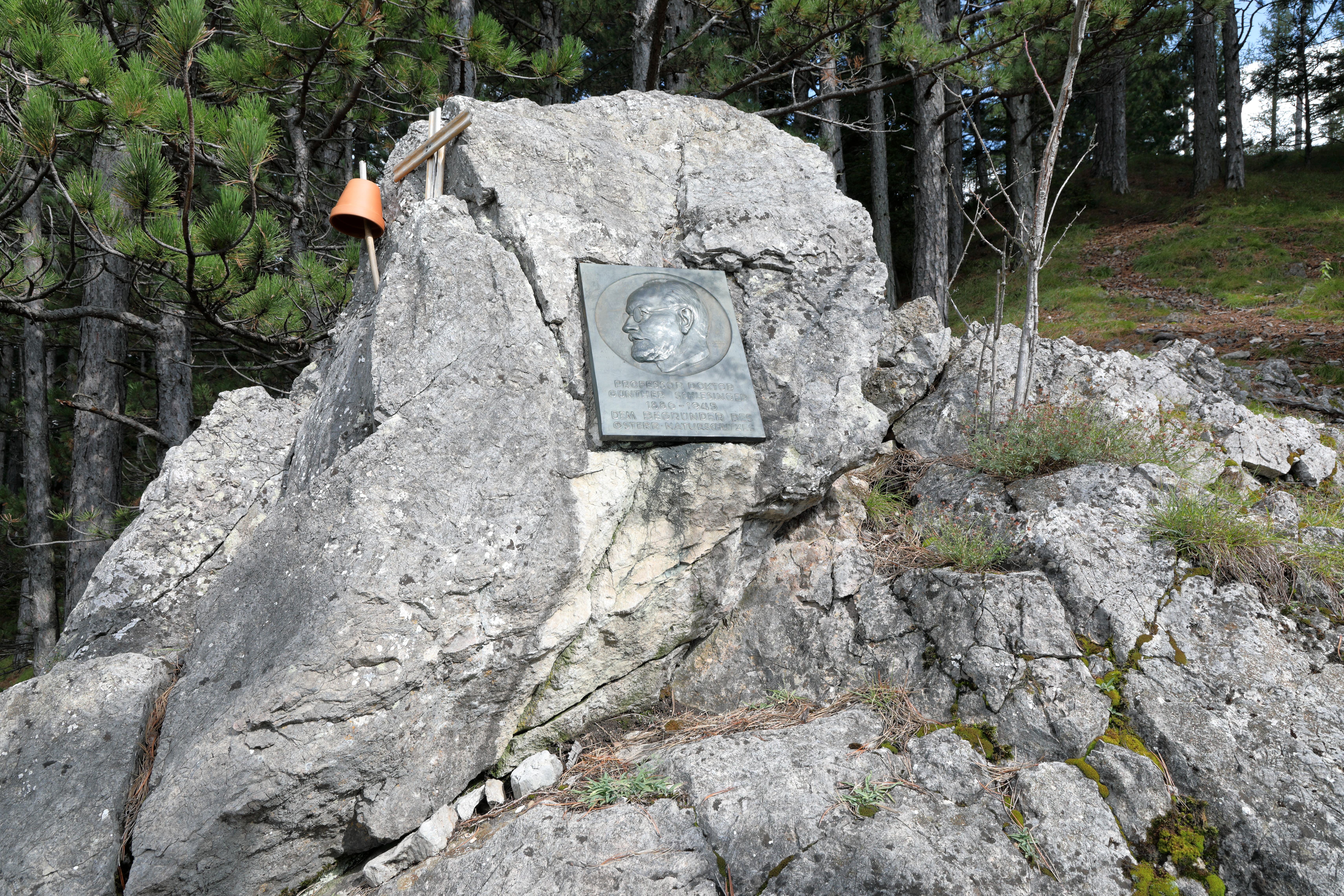
Gedenktafel am Himberg in Puchberg am Schneeberg

1909 publizierte Günther Schlesinger eine der ersten in deutscher Sprache erschienenen Studien auf dem Gebiet der vergleichenden Verhaltensforschung: Zur Ethologie der Mormyriden.
Schlesinger  war mit dem Juristen Adolf Merkl maßgeblich an der Erarbeitung des ersten Landesnaturschutzgesetzes in Österreich, das 1924 auf Länderebene in Niederösterreich beschlossen wurde, beteiligt. Dieses Gesetz war richtungsweisend und diente als Orientierung für die anderen Bundesländer. Als „Sonderbeauftragter für Naturschutz für die gesamte Ostmark“ betrieb er ab 1940 die Unterschutzstellung des Neusiedlersees und Seewinkel zum Landschaftsschutzgebiet.